# Jimmy Hasty
Jimmy Hasty, né en 1936 à Belfast et mort le 11 octobre 1974, est un footballeur nord-irlandais. Il joue principalement pour le Dundalk Football Club. Hasty a la particularité d'avoir perdu son bras gauche à l'âge de 14 ans.

## Biographie

### Sa carrière de footballeur
Jimmy Hasty nait en 1936 au sein d'une famille catholique dans le quartier de Sailortown sur les docks de Belfast. Contraint de travailler très jeune, il s'engage comme ouvrier dans le moulin local. Dès sa première journée il est victime d'un accident de travail qui lui fait perdre son bras gauche. Ce handicap lui interdit dorénavant de travailler. Il retourne jouer au football, d'abord au sein des rangs des juniors de St Joseph puis dans ceux du Islandmagee FC. Il réussit tout de même à devenir footballeur professionnel. Mais ce cas de figure reste rare. Outre Jimmy Hasty, le seul joueur à un bras qui ait joué à un niveau d'élite est Héctor Castro, qui a joué et marqué pour l'Uruguay lors de la première Coupe du monde de la FIFA en 1930.
Il est sollicité par le club anglais de Nottingham Forest, mais le transfert n'est pas signé pour des raisons d'assurance. Il est repéré par Jim Malone, alors entraîneur de Dundalk, sur les terrains de Newry où ses capacités de buteur font oublier le fait qu'il lui manque un bras. Malone est tellement persuadé de la future réussite d'Hasty qu'il paye les indemnités de transfert avec ses propres deniers quand il comprend le scepticisme du comité directeur du club. Hasty devient immédiatement une star au club, les spectateurs venant de tout le pays pour le voir jouer,.
Il signe au Dundalk Football Club en novembre 1960. Il fait ses grands débuts à Oriel Park en marquant un but contre le Cork Celtic. Un mois plus tard, il marque le seul but de la finale de la Leinster Senior Cup et permet ainsi à son nouveau club de remporter cette compétition pour la deuxième fois de son histoire.
Quand Jimmy Hasty quitte Dundalk en 1966, il a remporté le championnat d'Irlande en 1963, la Top Four Cup et la Leinster Senior Cup. Il est meilleur buteur ex æquo du championnat lors de la saison 1963-1964. Cette saison-là, lors du matchs de Coupe d'Europe des clubs champions contre les Suisses du FC Zurich, il marque un but et fait une passe décisive pour une victoire 2-1 à Zurich. Il s'agit de la toute première victoire à l'extérieur d'un club irlandais en Coupe des clubs champions européens. En six saisons, il porte 170 fois le maillot blanc et noir de Dundalk et marque 103 buts.
Jimmy Hasty marque son tout dernier but en Championnat d'Irlande sous les couleurs du Drogheda United. Ironie du sort il marque ce but contre Alan Fox, le gardien de Dundalk.
Dans les années 2010, Jimmy Hasty a fait l'objet de deux documentaires, l'un sur la RTÉ, la télévision nationale irlandaise, l'autre sur la BBC.

### Sa vie après le football
Au terme de son dernier contrat avec Drogheda United, Jimmy Hasty regagne Belfast pour profiter de sa famille, Margaret sa femme et ses deux fils Martin et Paul. Il trouve un emploi chez un bookmaker.
Le 11 octobre 1974, alors qu'il marche dans la rue sur le chemin de son travail, il est abattu par un paramilitaire loyaliste de trois balles dans le dos. Son meurtre est revendiqué par l'Ulster Protestant Action Group, une filiale de l'Ulster Volunteer Force. Son meurtrier n'a jamais été traduit en justice.

## Palmarès
- Championnat d'Irlande
  - Vainqueur en 1962-1963
- Top Four Cup
  - Vainqueur en 1963-1964
- Leinster Senior Cup
  - Vainqueur en 1960
- Meilleur buteur du championnat d'Irlande
  - 1963-1964 avec 18 buts